# Gyroidinella
Gyroidinella es un género de foraminífero bentónico de la subfamilia Carpenteriinae, de la familia Victoriellidae, de la superfamilia Planorbulinoidea, del suborden Rotaliina y del orden Rotaliida. Su especie tipo es Gyroidinella magna. Su rango cronoestratigráfico abarca desde el Luteciense (Eoceno medio) hasta el Auversiense (Eoceno superior).

## Clasificación
Gyroidinella incluye a las siguientes especies:
- Gyroidinella carpathica †
- Gyroidinella kuwanoi †
- Gyroidinella magna †

Otra especie considerada en Gyroidinella es:
- Gyroidinella sindensis †, de posición genérica incierta